# Brændsel fra danske moser
Brændsel fra danske moser er en dokumentarfilm fra 1942 af ukendt instruktør.

## Handling
Eigil Holm: Filmen viser, hvordan man laver tørv og tørvebriketter, og hvordan moser bliver til landbrugsjord, når tørven er gravet bort (Store Vildmose). Det er en fortælling om et produkt, som vi danske kan være stolte af. Tørv dannes af plantedele i søer og moser; i mosen er der fem lag (vist med skilte). Skæretørv afskæres med spade og lægges på bør. De tørrer på 5-6 uger. Æltetørv læsses på tipvogne i mosen og køres til æltemaskiner, der gør tørven ensartet. Tørres på store pladser, hvor de skæres i firkanter af hestetrukket tromle. 6 ugers produktionstid. Sprøjtetørv skylles ud af mosen med vandslanger. Tørvevællingen sprøjtes ud på tørreplads og skæres ud. Briketter laves af presset tørv på Kaas briketfabrik ved St. Vildmose. Der kommer 50 millioner briketter fra 150 hektar tørreflade. Efter at tørven er væk, drænes vildmosen. Bulldozer samler resten af tørven. Denne tørvemasse samles i en 8 m høj masse, der dækker 1 hektar. På drænet mosebund vokser nu skov.